# Obelisco de Aksum
El obelisco de Aksum es un antiguo  obelisco etíope de granito de 1700 años de antigüedad, que fue reerigido en 2008 tras ser devuelto por Italia, que lo había llevado a Roma en 1937 como trofeo de guerra. Está decorado con dos puertas falsas en la base, y decoraciones similares a ventanas en todos sus lados. Termina en una parte superior semicircular, que solía estar encerrada por marcos metálicos.

## Historia
El obelisco fue elaborado y erigido en la ciudad de Aksum (actual Etiopía) durante el siglo IV por súbditos del reino de Aksum, una antigua civilización etíope. Posteriormente se derrumbó, partiéndose en tres trozos, probablemente a consecuencia de un terremoto, ya que la zona tiene una alta actividad sísmica. En esas condiciones fue encontrado por el ejército italiano a finales de 1935 durante la invasión italiana de Abisinia. En 1937, después de la guerra ítalo-abisinia, fue trasladado a Italia como trofeo de guerra por el régimen fascista. Llegó a Nápoles en barco el 27 de marzo de 1937 y fue llevado a Roma. El 28 de octubre fue ensamblado en la plaza de Porta Capena, frente al ministerio de la África Italiana (más tarde sede de la FAO), conmemorando el 15.º aniversario de la marcha fascista sobre Roma. En un acuerdo con la ONU en 1947, Italia acordó devolver el obelisco. En los siguientes 50 años se hizo poco por respetar ese acuerdo.
Después de años de presión, el gobierno italiano comenzó el proceso de devolución el obelisco en abril de 1997. El primer paso fue desmantelarlo para embarcarlo a Etiopía en marzo de 2004. Sin embargo, el proceso de repatriacion se vio entorpecido por varios obstáculos: la pista del aeropuerto de Aksum era demasiado corta para un avión de carga, aunque éste solo cargara la tercera parte del obelisco; y el acceso a través del puerto de Eritrea era virtualmente imposible debido a conflictos políticos entre Eritrea y Etiopía. Otra razón para el retraso en la devolución del obelisco fue la declaración del gobierno italiano de que no existían fondos suficientes para pagar el transporte. Los Estados Unidos negaron su ayuda diciendo que sus aviones de carga estaban comprometidos en la guerra de Irak. Numerosos intentos por parte del profesor Richard Pankhurst fueron infructuosos hasta que un ciudadano etíope-estadounidense amenazó al gobierno italiano con una posible colecta virtual.
La pista en el aeropuerto de Aksum fue entonces acondicionada para facilitar el retorno del obelisco, cuyas partes se mantuvieron en un almacén del aeropuerto de Roma-Fiumicino hasta el 19 de abril de 2005, día en que se transportó la primera pieza. El obelisco, al llegar a Etiopía, permaneció en un almacén mientras se decidía cuál era la mejor opción para su restauración sin perturbar otros patrimonios en el área. 
El reensamblaje de las partes comenzó en junio de 2008, año en que el monumento volvió a su forma y lugar original, siendo inaugurado el 4 de septiembre de 2008. Existen varios obeliscos en Eritrea y Etiopía, como el de Hawulti en Metera.